# Jonathan Urlin
Pas d'image ? Cliquez ici
Jonathan Urlin est un pilote automobile de stock-car né le 10 janvier 1982 à  London, Ontario (Canada). Il est le fils du pilote Russ Urlin, champion ACT Pro Stock Tour en 1989.
Jonathan Urlin a commencé la course en karting en 1991, à l’âge de neuf ans. En 1999, il débute en monoplace dans le championnat américain de Formule 2000. En 2003, il prend part à sept épreuves de la série Indy Lights. Il obtient deux 5e places, dont une au Indianapolis Motor Speedway.
À partir de 2008, il participe sporadiquement à des épreuves de l’ACT Tour et ACT Castrol en plus de courir plus régulièrement à la piste Delaware Speedway près de London. En 2009, il remporte sa première victoire ACT lors du St-Eustache 300 à l’Autodrome St-Eustache. L’année suivante, toujours au St-Eustache 300, il est impliqué dans un incident controversé avec Patrick Laperle alors que les deux s’accrochent à l’amorce du dernier tour.

## Fiche ACT Tour
| Départs | Victoires | Top 5 | Top 10 |
| ------- | --------- | ----- | ------ |
| 12      | 0         | 1     | 3      |

## Fiche ACT Castrol
| Départs | Victoires | Top 5 | Top 10 |
| ------- | --------- | ----- | ------ |
| 11      | 1         | 7     | 8      |